# Inaktivacija X hromozoma
Inaktivacija X hromozoma (lionizacija) je proces kojim se jedna od dve kopije X hromozoma prisutne kod sisara ženskog pola inaktivira. Do toga dolazi putem pakovanja inaktiviranog X hromozoma u transkripciono neaktivni heterohromatin. Pošto ženke sisara imaju dva X hromozoma, X inaktivacija sprečava pojavu dvostruke količine X hromozomskih genskih proizvoda u odnosu na mužjake koji imaju jednu kopiju X hromozoma. Izbor X hromozoma koji će biti inaktiviran je nasumičan kod viših sisara poput miševa i čoveka. Nakon inaktivacije X hromozoma on ostaje neaktivan tokom celog života ćelije i njenih nalednika u organizmu. Za razliku od randomne X inaktivacije kod viših sisara, inaktivacija kod torbara se primenjuje ekskluzivno na X hromozom oca.

## Literatura
- Goto T, Monk M (1. 6. 1998). „Regulation of X-Chromosome Inactivation in Development in Mice and Humans” (Review Article). Microbiol Mol Biol Rev. 62 (2): 362—78. PMC 98919 . PMID 9618446. Приступљено 18. 3. 2009.
- Lyon M (2003). „The Lyon and the LINE hypothesis”. Semin Cell Dev Biol (Review Article)|format= захтева |url= (помоћ). 14 (6): 313—8. PMID 15015738. doi:10.1016/j.semcdb.2003.09.015.
- Ng K, Pullirsch D, Leeb M, Wutz A (2007). „Xist and the order of silencing” (Review Article). EMBO Rep. 8 (1): 34—9. PMC 1796754 . PMID 17203100. doi:10.1038/sj.embor.7400871.